# Тэкэзе
Тэкэ́зе (амх. ተከዜ; англ. Tekezé) — крупная река Эфиопии, по части её русла проходит самый западный участок границы между Эфиопией и Эритреей. Река также называется Сетит (англ. Setit) в Эритрее, западной Эфиопии и в восточном Судане. По данным, опубликованным Центральным статистическим агентством Эфиопии, длина реки составляет 608 километров. Прорезанный рекой каньон — самый глубокий в Африке и один из глубочайших в мире, в некоторых местах достигает глубины свыше 2000 метров.

## Гидрография
Тэкэзе берёт начало на центральном Эфиопском нагорье у горы Качен в Ласте, откуда она течёт на запад, на север, затем снова на запад, служа крайней западной границей между Эфиопией и Эритреей от устья Томсы, впадающей в Тэкэзе в 14°11′ с. ш. 37°31,70′ в. д. до точки схождения границ двух указанных стран и Судана в 14°15,40′ с. ш. 36°33,60′ в. д. После захода на территорию северо-западного Судана в 14°10′ с. ш. 36°00′ в. д. Тэкэзе впадает в реку Атбару, нижнее течение которой является притоком Нила. Возможно, истинным верхним течением Атбары является Тэкэзе, поскольку её русло длиннее до слияния этих двух рек.

## Притоки
Основные притоки Тэкэзе на территории Эфиопии от её истока: правые — Тахали, Мери, Телларе, Сулло, Ареква, Геоа, Ури, Фирафира, Токоро и Гумало; левые — Нили, Балагас, Саха, Бембеа, Атаба, Зарема, Куалема.

## Водный режим

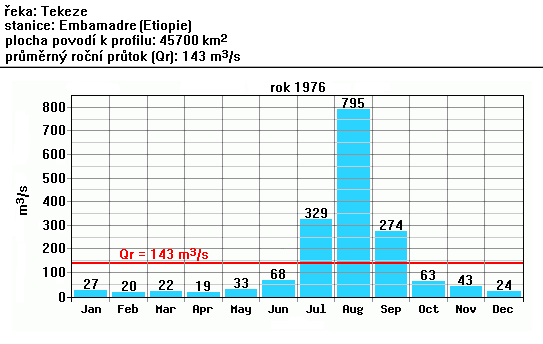
Расход воды в Тэкэзе по месяцам

Водный режим Тэкэзе очень похож на водный режим реки Атбары. Максимум достигается в июле и августе. В остальное время уровень воды в реке низкий. В отличие от нижнего течения Атбары стабилен. Среднегодовой расход воды (Qr) во время измерений в 1976 году на станции Эмбамадре в Эфиопии (площадь водосбора профиля 45 700 км²) составил 143 м³/с.

## История
Самое первое известное упоминание о Тэкэзе содержится в аксумской надписи царя Эзаны, где он хвастается победой в битве в низовьях реки, у «брода Кемалке». Тэкэзе выступала в роли раннего канала связи между Эфиопией и Египтом: к примеру, в «Кебра Негаст», которая обрела свой нынешний вид в XIII веке, говорится, что царь Менелик I возвратился в Эфиопию, идя по берегам этой реки из Египта (гл. 53). Аугустус Уайлде (Augustus B. Wylde) приводит связанную с этим легенду о том, что у истока реки Тэкэзе, в церкви Эйела Кудус Микаэль (Eyela Kudus Michael church), находится подлинное местонахождение Ковчега завета.

## Использование

### Энергетика
В июле 2002 года правительство Эфиопии объявило о создании партнёрства с китайской национальной корпорацией по водным ресурсам и гидроэнергетике (China National Water Resources and Hydropower Engineering Corporation) для строительства плотины и гидроэлектростанции на реке Тэкэзе мощностью 300 мегаватт. Стоимость проекта должна была составить 224 миллиона долларов США, а его реализация должна была занять пять лет. Координатор проекта Увайс Ибрахим (Oweys Ibrahim), объявил 12 декабря 2007 года, что строительство завершено на 82 % и включает сооружение 105-километровой линии электропередачи до Мэкэле.
Проект строительства ГЭС на реке Тэкэзе ставит целью сооружение самой высокой в Африке плотины с двойным изгибом, превышающей самую высокую в настоящий момент плотину в Лесото. В роли подрядчика выступает компания CWGS. Завершение строительства запланировано на 2009 год.